# Sveriges Köpmannaförbund
Sveriges Köpmannaförbund var en organisation för minuthandlare som bildades 1918 genom sammanslagning av Sveriges Allmänna Handelsförening (bildad 1883) och Sveriges Minuthandlares Riksförbund (bildat 1908).
År 1997 gick förbundet samman med Sveriges Grossistförbund och Handelsarbetsgivarna och bildade Svensk Handel.